# يوحنا ميلر
يوحنا ميلر (بالإنجليزية: John Millar)‏ (8 ديسمبر 1966 في المملكة المتحدة - ) هو مدرب كرة قدم ولاعب كرة قدم بريطاني في مركز الوسط. لعب مع بلاكبيرن روفرز وتشيلسي وريث روفرز ونادي نورثامبتون تاون وهارت أوف ميدلوثيان وهاميلتون أكاديميكال ونادي ستيرلينغ ألبيون ونادي ليفينغستون لكرة القدم.

## وصلات خارجية
- يوحنا ميلر على موقع قاعدة بيانات كرة القدم.إي يو (الإنجليزية)